# InterContinental Berlin

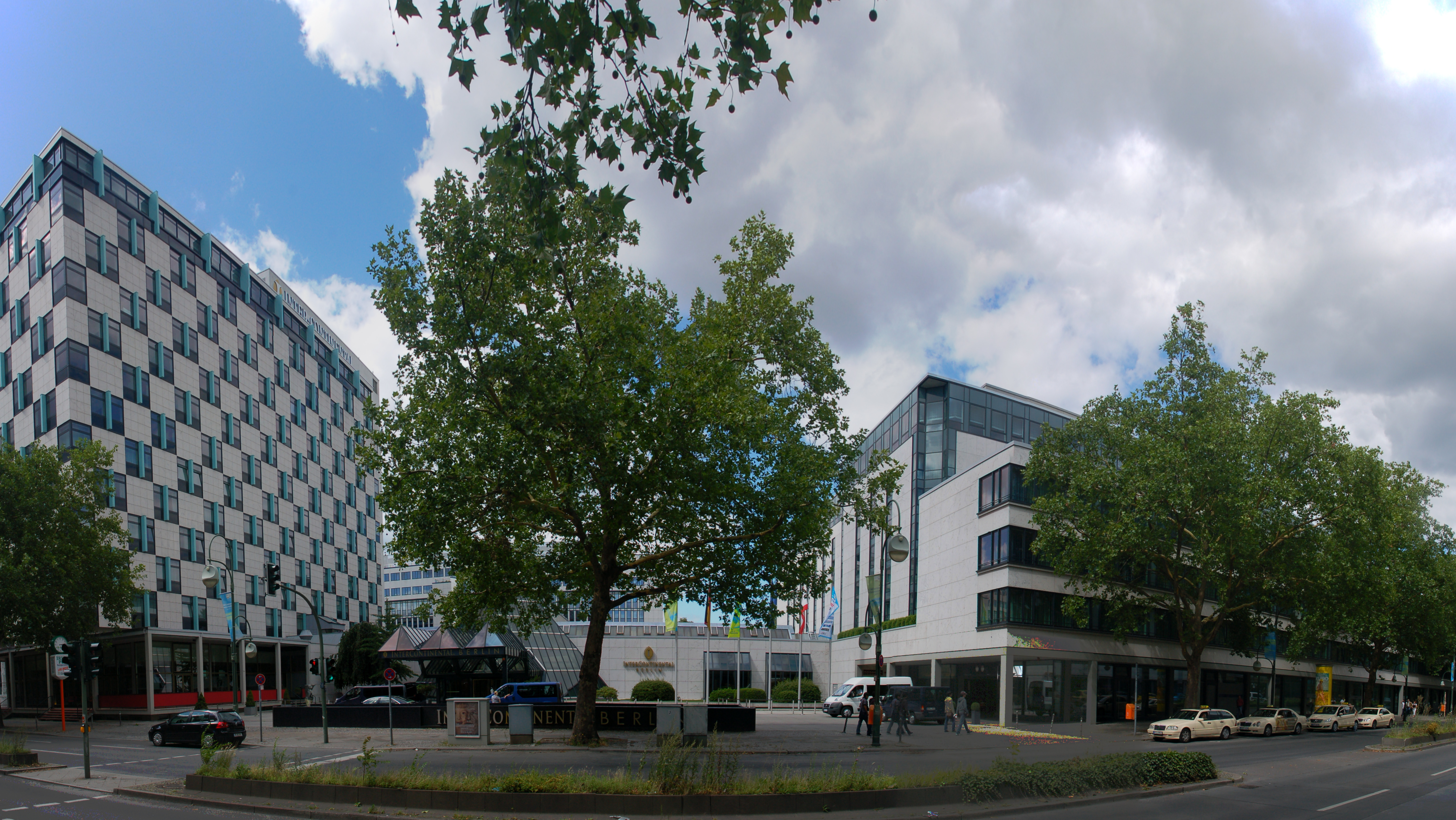
InterContinental in Berlin-Tiergarten

Das InterContinental Berlin (bis 1978: Berlin Hilton) ist ein 1958 eröffnetes Hotel im Berliner Ortsteil Tiergarten des Bezirks Mitte. Es steht nahe dem Großen Tiergarten an der Budapester Straße und gehört mit 558 Zimmern und 34 Veranstaltungsräumen zu den größten deutschen Hotels. Mit geschätzt 44,9 Millionen Euro lag es 2015 auf Rang 6 der umsatzstärksten Hotels in Deutschland und auf Platz 3 in Berlin.

## Geschichte
Nach dem Zweiten Weltkrieg waren viele der renommierten Berliner Hotels durch Bombenschäden nicht nutzbar oder sogar zerstört, einige lagen zudem im damaligen Ost-Berlin. Das Hotel wurde auf den Wunsch von Conrad Hilton gebaut und kostete 27 Millionen Mark (kaufkraftbereinigt in heutiger Währung rund 77 Millionen Euro). Es wurde von den Architekten Pereira & Luckman sowie Paul Schwebes und Hans Schoszberger geplant, wobei Conrad Hilton grobe Richtlinien gab, wie er sich das erste in Deutschland eröffnete Haus der Hilton Hotels vorstellte. Die Gartenanlagen wurde von Herta Hammerbacher entworfen. Bei seiner Eröffnung am 28. November 1958 galt das Hilton Berlin als das modernste Hotel Europas. Durch seine charakteristische Fassadengestaltung in der Art eines Schachbrettmusters ist das Hotel eine weithin sichtbare Landmarke am Landwehrkanal. Das Haus steht unter Denkmalschutz.

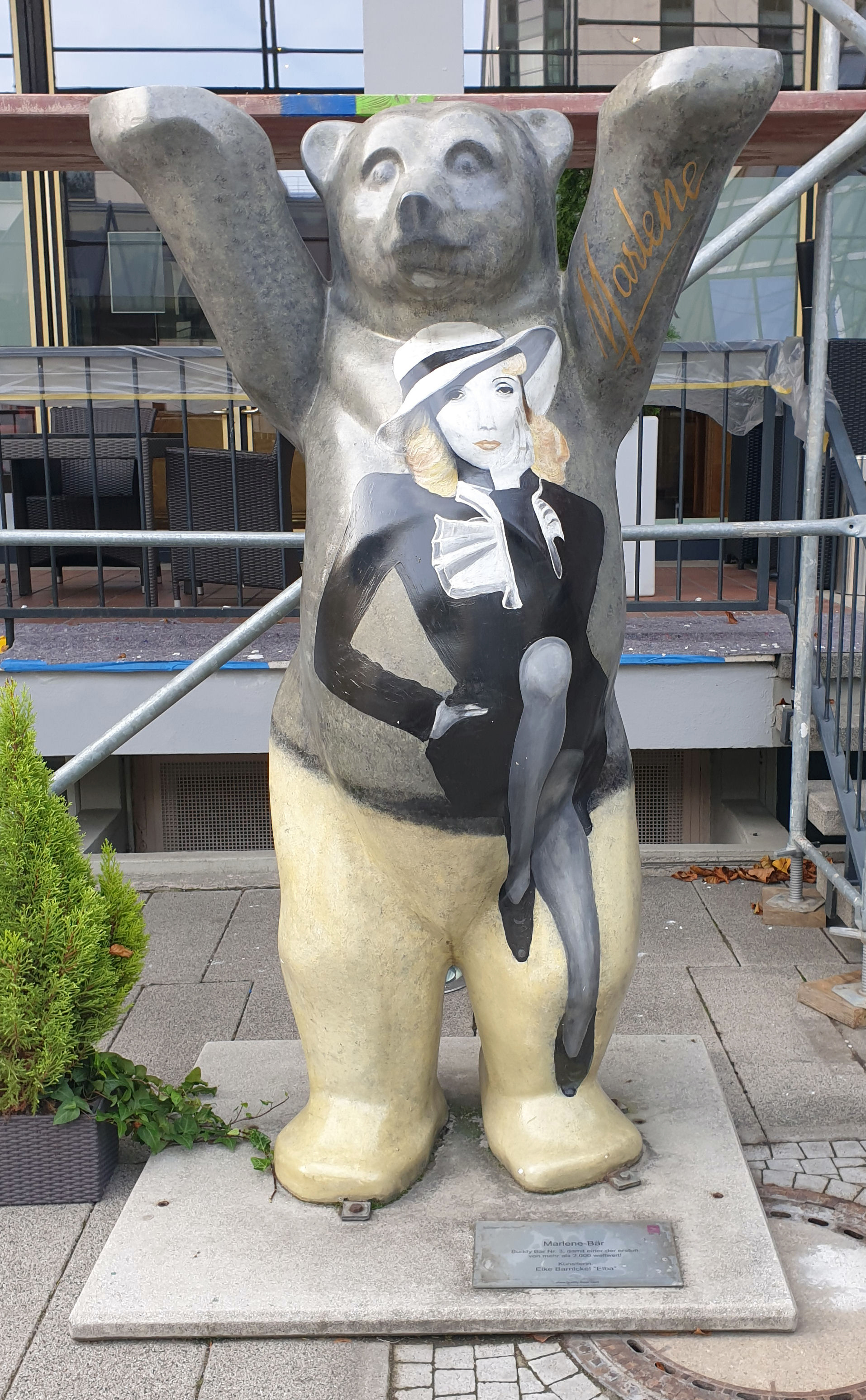
Buddy Bär Marlene vor dem Hotel InterContinental

In dem Hotel übernachteten Staatsoberhäupter und Regierungsmitglieder wie Bill Clinton, Jacques Chirac, George W. Bush oder Henry Kissinger. Aufgrund seiner herausragenden Stellung beherbergte das Hotel viele Prominente wie Marlene Dietrich, Alfred Hitchcock, Maria Callas, Sophia Loren, Louis Armstrong oder Michael Jackson.
Im Jahr 1978 wurde das Hotel an die InterContinental Hotels Group verkauft und in InterContinental Berlin umbenannt. Nach der deutschen Wiedervereinigung übernahm die Hilton-Hotel-Gruppe im Jahr 1992 den Hotelbetrieb des ehemaligen Interhotel Domhotel am Gendarmenmarkt, das seitdem als Hilton Berlin bekannt ist. 
Ab dem 1. April 2011 wurde das InterContinental Berlin von der Neuen Dorint geführt und trug bis Ende Mai 2011 den Namen Dorint Hotel Convention Center. Seit Juni 2011 führt das Hotel wieder den Namen InterContinental Berlin.

## Weiteres
- Die Fernseh-Sendung Talk im Turm wurde in den 1990er Jahren im Hotel aufgenommen.[5] Im Vorspann zur Sendung wurde das Hotel von mehreren Seiten gezeigt.
- 2013 fand im Hotel der Gründungsparteitag der AfD statt.[6]